# Acalypha longistipularis
Acalypha longistipularis är en törelväxtart som beskrevs av Johannes Müller Argoviensis. Acalypha longistipularis ingår i släktet akalyfor, och familjen törelväxter. Inga underarter finns listade i Catalogue of Life.